# ImgBurn
ImgBurn es un programa para Microsoft Windows y GNU/Linux (mediante Wine) que permite hacer imágenes de discos compactos, DVD, HD DVD, Blu-ray y grabarlas. Permite generar 15 formatos distintos de imágenes: ISO, BIN, CDI, CDR, DI, DVD, GCM, GI, IBQ, IMG, LST, MDS, NRG, PDI y UDI. También permite grabar CD y DVD con archivos de datos, música y videos.
Aunque no se puedan extraer directamente archivos concretos de un vídeo DVD, ImgBurn hace sus imágenes en formato ISO, el cual puede ser abierto con la mayoría de los compresores actuales que lo soporten como por ejemplo WinRAR, y extraer manualmente cualquier archivo contenido en la imagen como si se tratara de un fichero comprimido.
ImgBurn se puede catalogar como la evolución de DVD Decrypter, ya que nació a raíz de una acción legal contra éste que obligó a su creadora, la empresa Lightning UK!, a cesar su desarrollo y distribución. ImgBurn permite hacer prácticamente lo mismo que DVD Decrypter con la excepción de que ha habido un "cambio" en los modos de funcionamiento, y el modo IFO y FILE usados exclusivamente para vídeo DVD han desaparecido. Estos dos modos eran usados para extraer sólo los archivos de vídeo de las películas DVD, así como los subtítulos, por partes, o todo el conjunto.